# Simperto di Murbach
Simperto o Simberto (Sintbert, Sintpert, Simbert), noto come Simperto di Murbach o Simperto di Augusta (... – Augusta, 13 ottobre 807) è stato abate dell'abbazia di Murbach e vescovo di Augusta al tempo di Carlo Magno.

## Biografia
Simperto era probabilmente nipote di Carlo Magno, di certo un suo stretto confidente e collaboratore. È stato istruito a nell'abbazia di Murbach, in Alsazia, dove prese l'abito benedettino e fu eletto abate. Nel 778 fu nominato vescovo di Augusta da Carlo Magno. Visse alternativamente a Neuburg an der Donau, nell'abbazia di Staffelsee e ad Augusta. Mentre era vescovo, infatti, rimase abate di Murbach, governando allo stesso tempo diocesi e monastero. Si occupò anche della crescita dell'Abbazia di Füssen.
Consolidò e rafforzò la giurisdizione del suo vescovato e ricostruì la basilica dei Santi Ulrico e Afra. 
Sotto il vescovo Simperto la città di Augusta divenne un centro fondamentale della cultura benedettina, il che incrementò la fondazione di nuove abbazie a Wessobrunn o Ottobeuren. Con Simperto inoltre la diocesi incoroporò i territori della soppressa diocesi di Neuburg.
Morì il 13 ottobre 807, e fu sepolto nella Basilica dei Santi Ulrico e Afra.

## Culto

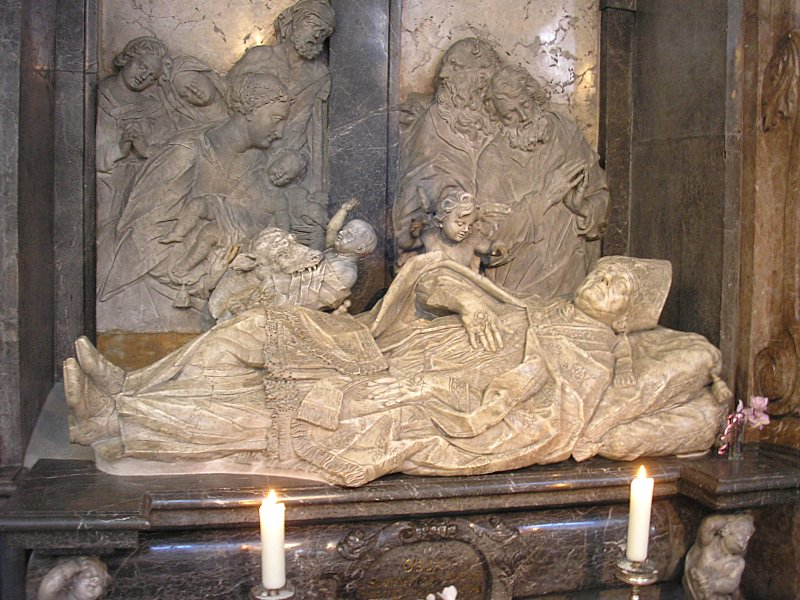
La tomba di Simperto nella cappella a lui dedicata nella cattedrale di Augusta

Dal 1624 è patrono di Augusta (con sant'Ulrico e santa Afra), essendo stato approvato il suo culto nel 1468 da papa Nicolò V con una cerimonia ad Augusta.
Dal Martirologio Romano: "Ad Augsburg nella Baviera in Germania, san Simberto, che fu vescovo e abate di Murbach".